# 1928 na rádio
Nesta página encontrará referências aos acontecimentos directamente relacionados com a rádio ocorridos durante o ano de 1928.

## Eventos
- 7 de janeiro - Fundação do Grupo de Comunicação O Povo (Brasil).

## Nascimentos
| Data           | Nome            | Profissão                                | Nacionalidade | Observações | Ref |
| -------------- | --------------- | ---------------------------------------- | ------------- | ----------- | --- |
| 12 de Outubro  | Luiz Vieira     | cantor, compositor e produtor radialista | Brasil        |             |     |
| 31 de Dezembro | Amadeu Meireles | Radialista e autor de programas de rádio | Portugal      |             |     |

## Mortes
| Data | Nome | Profissão | Nacionalidade | Observações | Ref |
| ---- | ---- | --------- | ------------- | ----------- | --- |